# ウィッシュ・アイ・ハド・アン・エンジェル
「ウィッシュ・アイ・ハド・アン・エンジェル」（Wish I Had An Angel）は、Nightwishがリリースしたアルバム『ワンス』からの2枚目のシングル。彼らのシングルとしては初めて本格的なターヤ・トゥルネンとマルコ・ヒエタラのデュエット曲となった。
2005年の映画『アローン・イン・ザ・ダーク』の主題歌になり、欧米では「ニモ」に次ぐ人気を持つ歌になった。特にイギリスでは「ニモ」を越えるヒットになった。映画を監督したウーヴェ・ボルがビデオの監督も行っている。

## トラック・リスト
|   | 題名                                | 作者                                         | 時間  |
| - | ----------------------------------- | -------------------------------------------- | ----- |
| 1 | Wish I Had An Angel (Album Version) | ツォーマス・ホロパイネン                     | 04:08 |
| 2 | Ghost Love Score                    | ツォーマス・ホロパイネン                     | 10:07 |
| 3 | Where Were You Last Night           | Tim Norell, Ola Håkansson and Alexander Bard | 03:52 |
| 4 | Wish I Had An Angel (Demo Version)  | ツォーマス・ホロパイネン                     | 04:08 |

## 演奏者
- ターヤ・トゥルネン - 歌
- ツォーマス・ホロパイネン - キーボード、ピアノ
- エンプ・ヴオリネン - ギター
- ユッカ・ネヴァライネン - ドラムス
- マルコ・ヒエタラ - ベース、歌